# Российско-сирийские отношения
Консульство Российской империи в Дамаске (тогда — Османская империя) было открыто в 1893 году. Первая мировая война и Октябрьская революция (1917) на некоторое время сделали невозможным российское представительство в Сирии. Отношения были восстановлены 21 июля 1944 года, незадолго до того, как Сирия была официально признана независимым государством 17 апреля 1946 года.

## Стратегическое сотрудничество

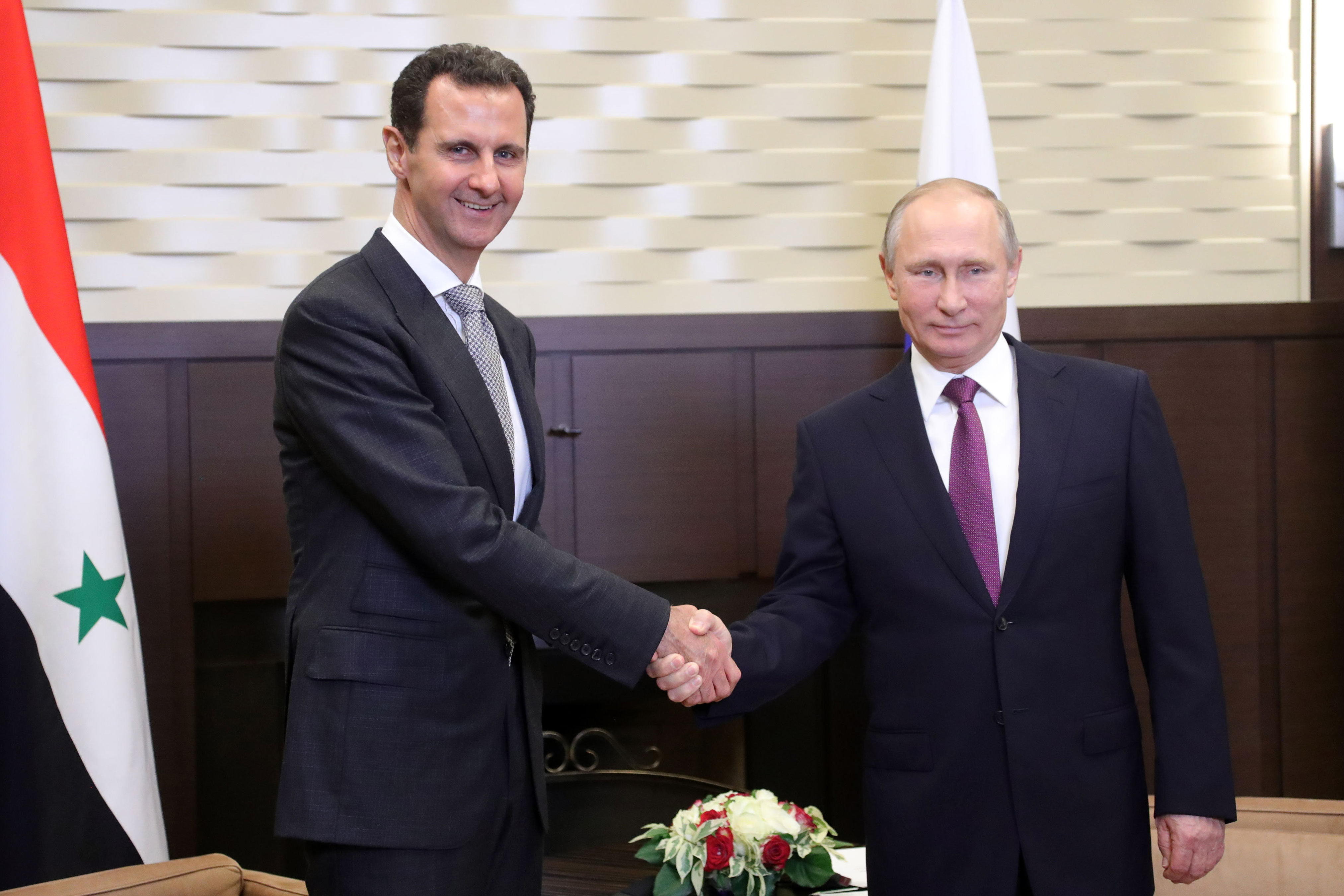
Президент России Владимир Путин
и президент Сирии Башар Асад.
Россия, Сочи, 21 ноября 2017 года.

Первая арабо-израильская война привела к образованию и становлению в Египте (1952) и Сирии (1956) радикальных антиимпериалистических режимов:102. В 1955 году президент Сирии Шукри аль-Куатли отказался от приглашения США вступить в направленный против СССР Багдадский пакт и заключил военный союз с Египтом, а в 1956 году во время Суэцкого кризиса Сирия разорвала дипломатические отношения с Францией и Великобританией. Под явным влиянием политики египетского президента Гамаля Абдель Насера Сирия всё более отдалялась от Запада и приближалась к СССР. С середины 1950-х годов в Сирии находился многочисленный аппарат советских военных советников и специалистов. Советский Союз оказывал Сирии дипломатическую и военную поддержку в противостоянии с Турцией, а с 1960-х годов — Израилем. Сирия наряду с Ираком являлись стратегическими партнёрами СССР на Ближнем Востоке.

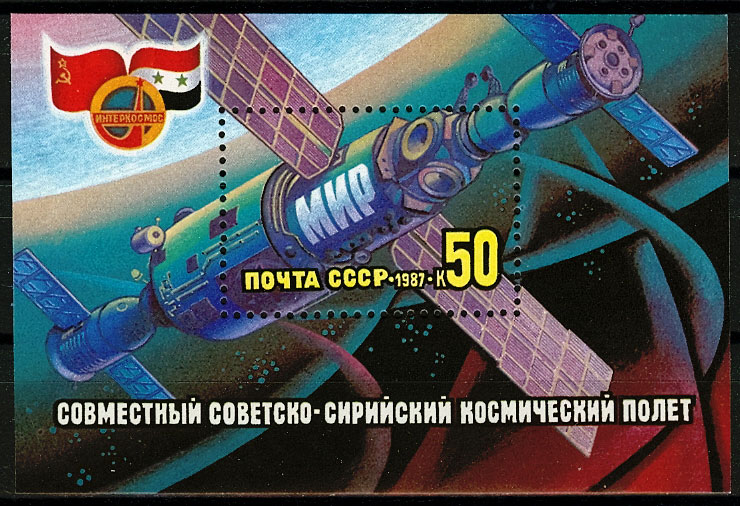
Совместный советско-сирийский космический полет 22—30 июля 1987 года в рамках проекта Интеркосмос, почтовая марка СССР

В 1980 году СССР и Сирия заключили Договор о дружбе и сотрудничестве. При участии советских специалистов в Сирии были сооружены десятки важных экономических объектов. СССР принимал активное участие в повышении обороноспособности страны.
В 1971 году в средиземноморском порту Тартус был создан пункт материально-технического обеспечения ВМФ.
До 1991 года Сирия была одним из основных покупателей советского оружия. За период с 1956 года, когда был подписан первый военный контракт между Советским Союзом и Сирией, до распада СССР в 1991 году Сирии было поставлено вооружений на общую сумму более 26 млрд долларов, в том числе 65 ракетных комплексов тактического и оперативно-тактического назначения, около 5 тыс. танков, более 1200 боевых самолётов, 4200 артиллерийских орудий и миномётов, зенитно-ракетные комплексы, около 70 боевых кораблей и катеров. К концу XX века сирийская армия более чем на 90 % была оснащена советским вооружением. В СССР также проводилось обучение сирийских офицерских кадров.
Сирийское руководство, со своей стороны, оказывало серьёзную поддержку внешнеполитическим инициативам СССР. В частности, Сирия была одной из немногих стран, поддержавшей ввод советских войск в Афганистан при обсуждении на Генеральной Ассамблее ООН, и по ключевым вопросам Сирия голосовала солидарно со странами Организации Варшавского договора.
С распадом СССР Россия во многом утратила свои позиции в Сирии и на Ближнем Востоке в целом и по существу была вынуждена заново выстраивать отношения со странами региона. Переориентация российских внешнеполитических приоритетов на Запад, а также нежелание сирийской стороны выплачивать советский долг России (несмотря на признание России официальным правопреемником СССР) привели к тому, что товарооборот между двумя странами с одного миллиарда долларов в 1991 году упал ниже 100 млн долл. в 1993 году.
Военно-техническое сотрудничество (ВТС) с Сирией было практически заморожено в 1991 году после распада СССР. Задолженность Сирии за поставленные технику и вооружения на тот период составляла около 14,5 млрд долларов. В 2005 году Россия списала Сирии 10 млрд долларов долга в обмен на гарантии новых заказов на вооружение. Оставшаяся часть задолженности была реструктуризирована.
Отношения в сфере ВТС возобновились в середине 1994 года, когда в Дамаске было подписано соответствующее соглашение.
В 1996 году объём поставок Сирии военной техники и запчастей составил 1,3 млн долларов, в 1997 году — 1 млн долларов.
После официального визита в Дамаск министра обороны РФ Игоря Сергеева в ноябре 1998 года стороны подписали несколько новых соглашений в сфере ВТС. Россия поставила Сирии крупную партию автоматов АКС-74У и АК-74М, гранатомётов и боеприпасов. В 1999 году началось выполнение контракта от 1996 года на поставку Сирии российских ПТРК «Метис-М» и «Корнет-Э».
В ходе визита министра обороны САР Мустафы Тласа в РФ в мае 2001 года сирийской стороной было заявлено о желании модернизировать поставленные в советское время зенитно-ракетные комплексы дальнего действия С-200Э, танки Т-55 и Т-72, боевые машины пехоты БМП-1, самолёты Су-24, МиГ-21, МиГ-23, МиГ-25 и Миг-29.
В 2006 году Россия поставила Сирии зенитные ракетные комплексы «Стрелец». В том же году был заключён контракт на поставку Сирии зенитных ракетно-пушечных комплексов «Панцирь-С1» (к 2014 г. было поставлено одиннадцать из 36 заказанных) и модернизацию 1 тыс. танков Т-72 (контракт был выполнен в 2011 году).
В 2007 году были подписаны контракты на продажу Сирии береговых противокорабельных ракетных комплексов «Бастион-П» с ракетами «Яхонт» (поставки осуществлялись в 2010—2011 годах), ЗРК «Бук» (было поставлено не менее 6 из 8 заказанных дивизионов) и истребителей МиГ-31Э. В том же году был подписан контракт на ремонт 25 вертолётов Ми-25 (выполнен в 2012 году) и поставку тренажёров для обучения пилотов вертолётов Ми-17Ми-35 (выполнен в 2011 году).
В докладах западных аналитиков сообщалось, что к июню 2008 года в Сирии находилось большое количество российских военнослужащих, советников и специалистов по эксплуатации и ремонту — таким образом Москва нарастила свои возможности в Сирии и вернула статус кво, существовавший при СССР:370:367

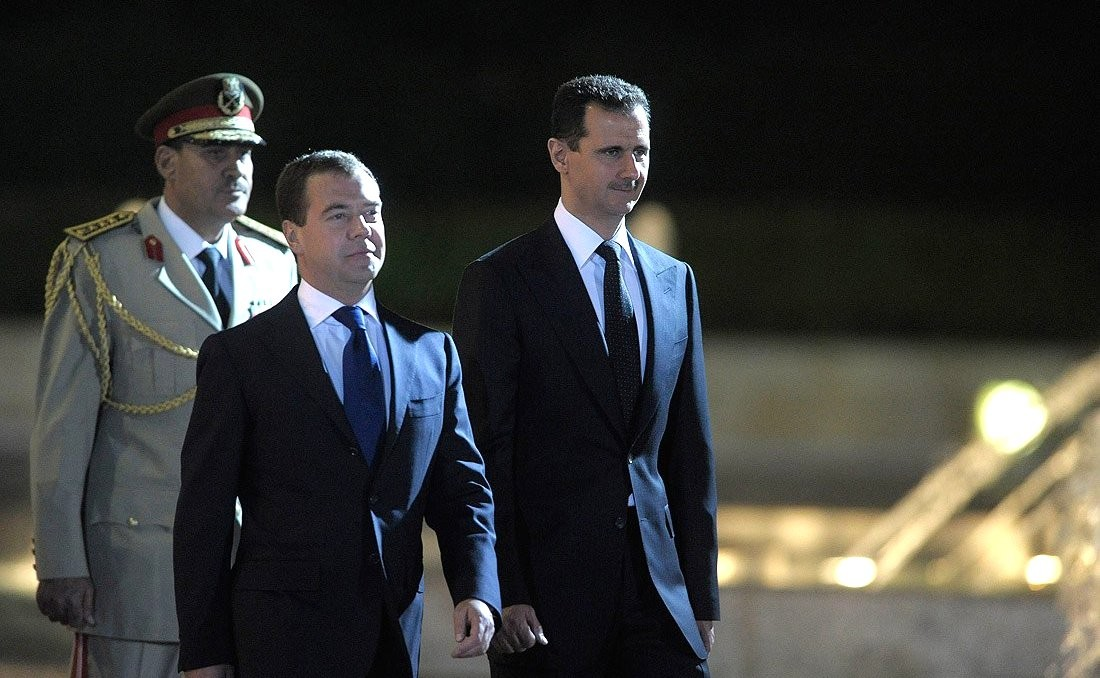
Дмитрий Медведев и Башар Асад направляются к дворцу Каср аш-Шааб, чтобы обсудить насущные вопросы российско-сирийского военно-технического сотрудничества, 10 мая 2010 года

В августе 2008 года президент Башар Асад поддержал действия российских войск в Грузии. Он заверил, что Дамаск готов сотрудничать с Россией во всём, что может укрепить её безопасность.
В 2010 году было подписано соглашение о поставках в Сирию четырёх (по другим данным, шести дивизионов) ЗРК С-300. В сентябре 2015 года газета «Коммерсантъ» со ссылкой на источники в сфере ВТС с иностранными государствами сообщила, что вместо поставки С-300 в счёт выплаченного аванса по обоюдной договорённости была поставлена партия бронетранспортёров БТР-82А, военных грузовиков «Урал», стрелкового оружия, гранатомётов и другого вооружения.
27 марта 2014 года на голосовании Генеральной ассамблеи ООН по вопросу непризнания референдума в Крыму Сирия проголосовала против, таким образом признав референдум в Крыму и поддержав Россию. В 2022 году президент Сирии Башар Асад в телефонном разговоре с президентом России Владимиром Путиным похвалил военное вторжение России на Украину, осудив то, что он назвал «западной истерией» вокруг этого. Асад заявил Путину, что происходящее на Украине является «исправлением истории и восстановлением баланса, утраченного в мире после распада Советского Союза».
29 июня по сообщению сирийского агентства SANA со ссылкой на «официальный источник» в МИДе страны Сирия приняла решение признать независимость ДНР и ЛНР: «Воплощая общую волю и стремление наладить отношения во всех сферах, Сирийская Арабская Республика приняла решение признать независимость и суверенитет как Луганской народной республики, так и Донецкой народной республики».
16 марта 2023 года президент Сирии Башар Асад заявил, что будет приветствовать любые предложения России о создании новых военных баз и увеличении численности войск в Сирии, предполагая, что российское военное присутствие там должно стать постоянным. Башар Асад высказал поддержку России в конфликте на Украине, заявив, что Дамаск признает российскими территории, находящиеся под её контролем, заявив, что считает их исторически русскими. Он также поблагодарил Путина за помощь в ликвидации последствий землетрясения. Ранее, в январе, министерство обороны России заявило о восстановлении военной авиабазы Аль-Джарра на севере Сирии для совместного использования.
В июле 2024 года президент Асад был в Москве с очередным визитом. В ходе переговоров с президентом России Путиным обсуждались вопросы дальнейшего развития двустороннего сотрудничества.

## Экономические связи
В 1994 году был подписан Протокол о развитии торгово-экономического и технического сотрудничества, в соответствии с которым была создана постоянная российско-сирийская комиссия по торгово-экономическому и научно-техническому сотрудничеству. В феврале 1998 г. в Дамаске состоялось Первое заседание Комиссии, на котором были определены основные направления сотрудничества — энергетика, транспорт, нефть и газ, ирригация, мирное использование атомной энергии. В мае 2001 года в Москве во время Второго заседания МПК стороны согласовали совместные действия по развитию сотрудничества как в традиционных областях, так и в сфере промышленности, геологии и природных ресурсов, использования атомной энергии в мирных целях, научно-технического сотрудничества, здравоохранения, межбанковских отношений.
Российские компании и организации проявляют интерес к сотрудничеству с Сирией в основном в нефтегазовой сфере. По итогам проведённых тендеров контракты подписали роскомпании: «Татнефть» (март 2005), ЗАО «Союзнефтегаз» (2005), ОАО «Стройтрансгаз» (декабрь 2005).
В сентябре 2004 года в Дамаске под эгидой Российско-арабского делового Совета был создан двусторонний Российско-сирийский деловой Совет (РСДС). С российской стороны Совет возглавляет Генеральный директор «Трубной Металлургической Компании» Д. А. Пумпянский, с сирийской — вице-президент Федерации торговых палат Сирии, президент торговой палаты Алеппо, депутат парламента С. Маллях.
В 2005 товарооборот составил 459,8 млн долларов. В том же году в Дамаске по итогам Третьего заседания МПК был согласован протокол, в котором, наряду с намерением сторон по углублению сотрудничества, был обозначен ряд проектов, представляющих приоритетный интерес для российских субъектов внешнеэкономической деятельности. В рамках заседания подписано Соглашение о сотрудничестве между Внешторгбанком и Центральным банком Сирии, открывающее возможности приёма сирийской стороной гарантий российского банка для обеспечения участия наших организаций в реализации проектов развития на территории САР.

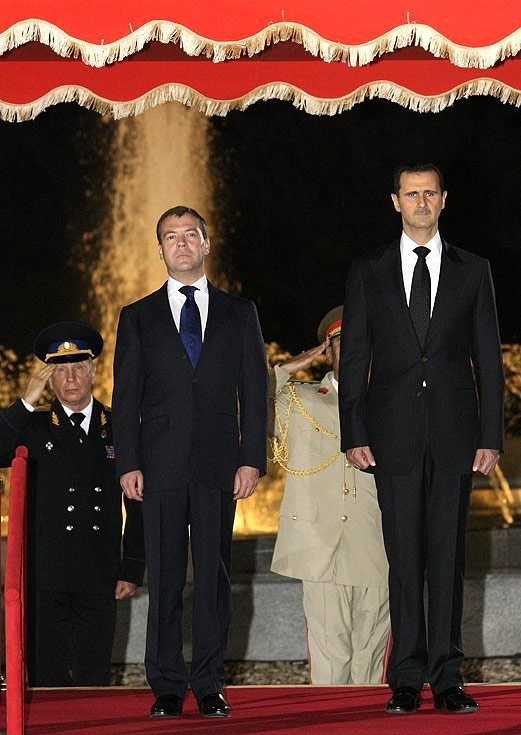
Д. Медведев с Башаром Асадом во время своего визита в Сирию, 10 мая 2010 года

На Четвёртом заседании МПК, прошедшем в марте 2006 года в Москве, стороны позитивно оценили достигнутые между руководством двух стран договорённости и подписанное Межправительственное соглашение об списании задолженности Сирийской Арабской Республики перед Российской Федерацией по ранее предоставленным бывшим СССР кредитам, что создало новые возможности для развития сотрудничества.
Участники Пятого заседания МПК, прошедшего в Дамаске в апреле 2007 года, заявляли, что российско-сирийские отношения переживали этап уверенного позитивного развития.
В 2010 году активизировались контакты по интеграции Сирии в Таможенный союз ЕврАзЭС.
В мае того же года министр финансов Сирии Мухаммед аль Джлейлати подтвердил намерение Сирии продолжать договоры о создании зоны свободной торговли с Белоруссией, Казахстаном и Россией.
3 августа министр финансов Сирии Мухаммед Жлейляти сообщил, что Россия обещала рассмотреть вопрос о предоставлении кредита Сирии.
В 2017 году товарооборот России с Сирией составил 282,7 миллиона долларов, в том числе российский экспорт 279,8 миллиона долларов и импорт — 2,9 миллиона долларов.
13—14 декабря 2018 года состоялось очередное заседание межправительственной комиссии в рамках сотрудничества России и Сирии в военной и военно-технической области. В ходе заседания в дорожную карту соглашения о промышленном и торговом сотрудничестве двух стран вошло 30 проектов. Среди них — строительство аэропорта в Тартусе.

## Культурные связи
В 1980 году между САР и СССР был заключён Договор о дружбе и сотрудничестве. Существуют российско-сирийские семьи. Организован отдых группы сирийских детей силами Минобороны РФ. В 80-е годы снимались совместные советско-сирийские художественные фильмы, например, трилогия («И ещё одна ночь Шахерезады» (1985), «Новые сказки Шахерезады» (1986), «Последняя ночь Шахерезады» (1987)). «Новые сказки Шахерезады» — советский фильм 1986 года, второй двухсерийный фильм из цикла, снятого на киностудии «Таджикфильм» СССР и Сирийской киностудии «Ганем-фильм» в 1986 году по мотивам сказок «Тысяча и одна ночь».
С 1995 года действует программа культурных связей на межправительственном уровне.
На 2011 в Сирии проживало более 100 тысяч граждан РФ[нейтральность?].
На 2012 в Сирии проживало 40 000 выпускников советских и российских ВУЗов.

## Прочее
По данным Reuters, более 300 российских военнослужащих помогали в ликвидации последствий разрушительного землетрясения, произошедшего в феврале 2023 года. В операции были также задействованы 60 единиц военной техники. По сообщению Министерства обороны России, проводились работы по расчистке завалов и ликвидации последствий землетрясений.

## Комментарии
1. ↑  Первый военный контракт между Советским Союзом и Сирией был подписан весной 1956 года. По этому контракту СССР поставил Сирии танки Т-34 (затем — Т-54), самоходные орудия СУ-100, БТР-152, зенитно-артиллерийские орудия калибра 37 мм и гаубицы калибра 122 мм. При участии советских специалистов началось формирование двух танковых бригад («От Асада до Асада» Архивная копия от 13 ноября 2015 на Wayback Machine).